# Sigulda
Sigulda (en alemany:  Segewold) és un poble del municipi de Sigulda, al nord de Letònia i localitzat a la regió històrica de Vidzeme a 53 km de Riga.
Després de la restauració de la independència de Letònia el 1991, es va recalcar la conservació de monuments i parcs públics de Sigulda, així com la millora del sector turístic de la ciutat. Amb el suport del consell de la ciutat, es duu a terme un festival tradicional d'òpera en una sala de concerts a l'aire lliure cada estiu. al maig se celebra una festa major, quan els cirerers floreixen, mentre Sigulda és també coneguda pels colors dels seus arbres a la tardor.